# Bagrus orientalis
Bagrus orientalis là một loài cá thuộc họ Cá lăng. Loài này được tìm thấy ở Malawi và Tanzania. Môi trường sống tự nhiên của chúng là hồ nước ngọt.